# Grand Anglo-Français
Unter der Rassebezeichnung Grand Anglo-Français führt die FCI drei französische Hunderassen (FCI-Gruppe 6, Sektion 1.1, Standard Nr. 322, 323 und 324).
Die drei „Großen Anglo-Franzosen“ gehören zu den Laufhunden und unterscheiden sich durch die Farben des Fells. Jede dieser drei Farbkombinationen ist als eigene Hunderasse anerkannt. Entstanden sind diese Hunde, indem man alte französische Laufhundrassen mit English Foxhounds kreuzte. Sie werden als Meutehunde bei Schleppjagden eingesetzt.
- Grand anglo-français tricolore (322): Großer Anglo-Französischer Dreifarbiger Laufhund, entstand aus der Kreuzung von Foxhounds und Poitevins. Die Widerristhöhe liegt bei 70 cm. Größe und Farbe erbte er vom Foxhound, während die Kopfform an den Poitevin erinnert.
- Grand anglo-français blanc et noir (323): Großer Anglo-Französischer Weiß-Schwarzer Laufhund. Die Vorfahren sind der Foxhound, sowie Grand Bleu de Gascogne und Grand Gascon Saintongeois, Widerristhöhe bei 72 cm.
- Grand anglo-français blanc et orange (324): Großer Anglo-Französischer Weiß-Oranger Laufhund, gezüchtet aus Foxhound und Billys[1]

Allen gemeinsam ist die Widerristhöhe von bis zu 72 cm und das Gewicht von etwa 35 kg. Das Fell ist kurz und hart. Die mittellangen Hängeohren sind auf Augenhöhe angesetzt.

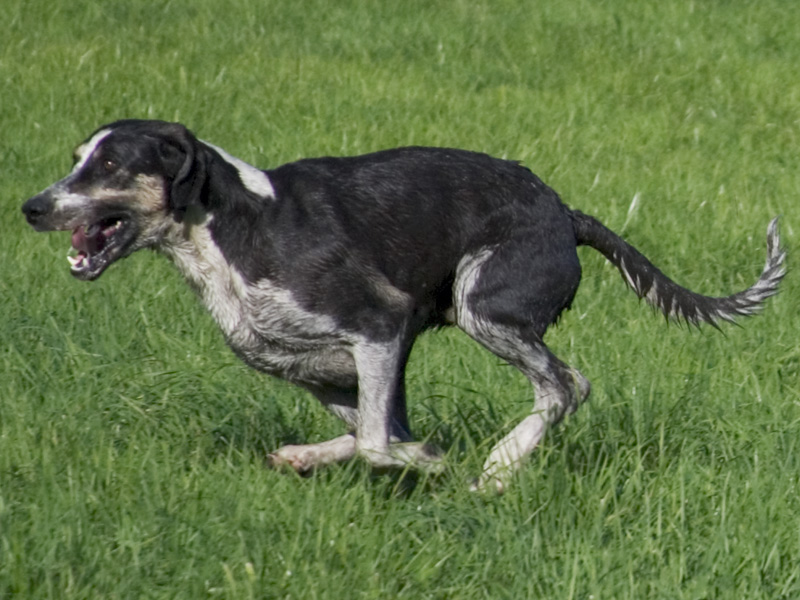
Grand Anglo-Français blanc et noir (323)
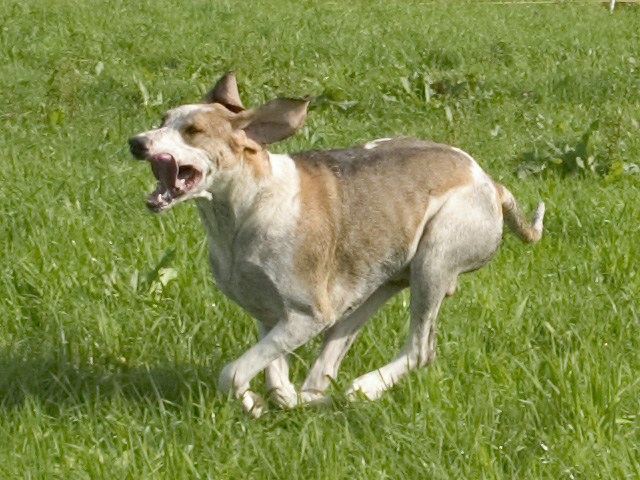
Grand anglo-français blanc et orange (324)